# Olimpijska himna
Olimpijska himna prvi je put izvedena u Ateni 1896. za vrijeme svečanosti otvaranja prvih olimpijskih igara nove ere. Tekst himne napisao je Kostis Palamas, a uglazbio ju je Spiros Samaras. Za vrijeme svečane premijere na stadionu Panatenaikon u Ateni 1896. sviralo je 7 orkestara, pjevalo 250 pjevača, a dirigirao je skladatelj Spiros Samaras. Samarosova skladba postala je službenom himnom olimpijskog pokreta 1958. godine odlukom 54. zasjedanja Međunarodnog olimpijskog pokreta. 
Istaknuti hrvatski klasični filolog doktor Ton Smerdel preveo je grčki tekst olimpijske himne 1969. godine. Taj hrvatski prijevod prepjevao je inženjer Milivoj Radović, vrsni mačevalac i ugledni povjesničar sporta.